# Primož Peterka
Primož Peterka [prímož péterka], , slovenski smučarski skakalec, * 28. februar 1979, Ljubljana, Slovenija.

## Kariera
Peterka je začel skakati na skakalnici, ki stoji poleg šole v zanj domačih Moravčah, doma je bil vasi v Prikrnica, ki je manj kot 1 km oddaljena od Moravč. Včlanil se je v Smučarski klub Triglav v Kranju, kjer ga je treniral Jani Grilc in kjer je pozneje obiskoval tudi srednjo ekonomsko šolo.
V svetovnem pokalu je prvič nastopil 4. januarja 1996 v Innsbrucku, kjer je nadomestil reprezentančnega kolega s preslabo formo. Že na prvi tekmi se je uvrstil na 8. mesto in sezono nadaljeval v še boljšem slogu. V poljskem središču Zakopane je prvič zmagal in podvig ponovil še v švedskem Falunu. Če bi v sezoni 1995/96 upoštevali samo rezultate od innsbruške tekme dalje, bi več točk v svetovnem pokalu osvojil le avstrijski as Andreas Goldberger. Leta 1996 je nastopil tudi na * svetovnem mladinskem prvenstvu v italijanskem Asiagu in osvojil drugo mesto za Nemcem Michaelom Uhrmannom.
Sezona 1996/97 je bila njegova najuspešnejša. Pod vodstvom reprezentančnega trenerja Jelka Grosa je zmagal na sedmih tekmah, bil najboljši v seštevku prestižne novoletne turneje štirih skakalnic in le nemški veteran Dieter Thoma mu je lahko sledil, vendar mu kljub vsemu ni uspel preprečiti zmagoslavja v skupni razvrstitvi svetovnega pokala in Peterka je osvojil veliki kristalni globus. Poleg tega je bil najboljši tudi v posebni razvrstitvi v smučarskih poletih. 9. februarja 1997 je v avstrijskem Kulmu poletel 203 m in tako postal prvi Slovenec, ki je preletel magično mejo 200 m. Vendar državnega rekorda ni držal dolgo. Na poletih v Planici je namreč predskakalec Goran Janus, ki se je odrinil z najvišjega možnega zaletišča, pristal pri 205,5 metrih. Edina Peterkina temnejša plat sicer uspešne sezone 1996/97 je bilo svetovno prvenstvo v norveškem Trondheimu, kjer ni izpolnil visokih pričakovanj.
Naslednja sezona 1997/98, je bila zanj za podobno uspešna. Tokrat je Peterka zmagal štirikrat in znova osvojil veliki kristalni globus (vse do zadnje tekme se je boril z Japoncem Kazujošijem Funakijem) in globus za najboljši seštevek v smučarskih skokih brez upoštevanja poletov. Kljub temu, da se mu je medalja izmuznila, je solidno nastopil tudi na zimskih olimpijskih igrah v japonskem Naganu, kjer je osvojil 5. mesto na veliki ter 6. mesto na srednji skakalnici.
Kot več mladih smučarskih skakalcev je tudi Peterka padel v hudo osebnostno in tekmovalno krizo, ki se je pričela po koncu sezone 1997/98 in je trajala tri leta. V tem obdobju, ko je imel nemalo težav s trenerji in smučarskimi funkcionarji, se je spoznal z dekletom Renato Bohinc, lepotno Kraljico Slovenije 1996 (poročila sta se leta 2003), preselil v Kranj in leta 2000 ponovno opozoril nase, ko je kot predskakalec na planiških poletih pristal pri 212 metrih. Tokrat je državni rekord držal 2 leti, ko je Robert Kranjec, znova v Planici, pristal pri 222,5 metrih.
Pomembna prelomnica v njegovi karieri je druga polovica leta 2001, ko se mu je rodil sin Maj. V svetovnem pokalu je znova našel pot proti svetovnemu vrhu in na zimskih olimpijskih igrah leta 2002 v ameriškem Salt Lake Cityju v ekipni tekmi skupaj z Robertom Kranjcem, Petrom Žonto in Damjanom Frasom osvojil bronasto kolajno, edino slovensko na teh igrah. 
Tudi naslednja sezona, 2002/03 je bila uspešna, saj je zmagal v Kuusamu in Garmisch-Partenkirchnu. Leta 2005 je skupaj z Juretom Bogatajem, Rokom Benkovičem in Jernejem Damjanom na svetovnem skakalnem prvenstvu osvojil ekipno tretje mesto.
Po tekmi državnega prvenstva je 9. marca 2011 v starosti dvaintridesetih let napovedal svojo tekmovalno upokojitev z besedami: »Težko je bilo sprejeti odločitev o slovesu! Bojim se, kako se bom navadil na novo življenje, na življenje brez skokov. Navajen sem bil potovati po svetu.« 2. julija je nastopil na poslovilni tekmi poletnega celinskega pokala pod Šmarjetno goro pred 2000 gledalci.
O njem sta bila posneta dva dokumentarna filma. Vleci, Primož iz leta 1997 pripoveduje o njegovem otroštvu in začetku kariere, Peterka: leto odločitve Vlada Škafarja iz leta 2002 pa pripoveduje o prebroditvi tekmovalne krize. Leta 2007 je izšla tudi knjiga, ki govori o obdobju njegovih največjih dosežkov v svetovnem pokalu. Leta 2011 so ob koncu kariere posneli še tv dokumentarec Skoki so moje življenje Tomaža Kovšce.

## Svetovni pokal
| Sezona | Discipline                             |
| ------ | -------------------------------------- |
| 1997   | veliki kristalni globus                |
| 1997   | Smučarski poleti mali kristalni globus |
| 1997   | Turneja štirih skakalnic zlati orel    |
| 1998   | veliki kristalni globus                |
| 1998   | Smučarski skoki                        |

### Zmage
V karieri je osvojil 15 zmag za svetovni pokal, kar ga uvršča ne le med najuspešnejše zimske športnike, temveč kar med najuspešnejše slovenske športnike nasploh:
| Sezona  | Datum             | Prizorišče                      | Država   |
| ------- | ----------------- | ------------------------------- | -------- |
| 1995/96 | 27. januar 1996   | Zakopane                        | Poljska  |
| 1995/96 | 13. marec 1996    | Falun                           | Švedska  |
| 1996/97 | 8. december 1996  | Kuusamo                         | Finska   |
| 1996/97 | 15. december 1996 | Harrachov                       | Češka    |
| 1996/97 | 1. januar 1997    | Garmisch-Partenkirchen          | Nemčija  |
| 1996/97 | 11. januar 1997   | Engelberg                       | Švica    |
| 1996/97 | 12. januar 1997   | Engelberg                       | Švica    |
| 1996/97 | 9. februar 1997   | Tauplitz/Bad Mitterndorf (Kulm) | Avstrija |
| 1996/97 | 13. marec 1997    | Falun                           | Švedska  |
| 1997/98 | 18. januar 1998   | Zakopane                        | Poljska  |
| 1997/98 | 8. marec 1998     | Lahti                           | Finska   |
| 1997/98 | 11. marec 1998    | Falun                           | Švedska  |
| 1997/98 | 15. marec 1998    | Holmenkollen (Oslo)             | Norveška |
| 2002/03 | 29. november 2002 | Kuusamo                         | Finska   |
| 2002/03 | 1. januar 2003    | Garmisch-Partenkirchen          | Nemčija  |

## Zasebno življenje
Peterka je svojo mladost preživel v vasi Prikrnica blizu Moravč. Njegov mlajši brat Uroš je bil tudi smučarski skakalec. Do leta 2019 je bil poročen s nekdanjo manekenko Renato Bohinc, s katero ima tri otroke.